# Bruno Müller
Bruno Müller, nemški veslač, * 11. oktober 1902, † 1975.
Müller je za Nemčijo na Poletnih olimpijskih igrah 1928 nastopil v dvojcu brez krmarja, ki je v Amsterdamu osvojil zlato medaljo. Njegov soveslač takrat je bil Kurt Moeschter. 